# دون بيرك
دون بيرك (بالإنجليزية: Don Burke)‏ هو مقدم تلفزيوني أسترالي، ولد في 16 يوليو 1947 في سيدني في أستراليا.

## وصلات خارجية
- دون بيرك على موقع IMDb (الإنجليزية)
- دون بيرك على موقع قاعدة بيانات الفيلم (الإنجليزية)